# Primula gracilipes
Primula gracilipes är en viveväxtart. Primula gracilipes ingår i släktet vivor, och familjen viveväxter.

## Underarter
Arten delas in i följande underarter:
- P. g. gracilipes
- P. g. sulphurea